# Sinaï (Bijbel)

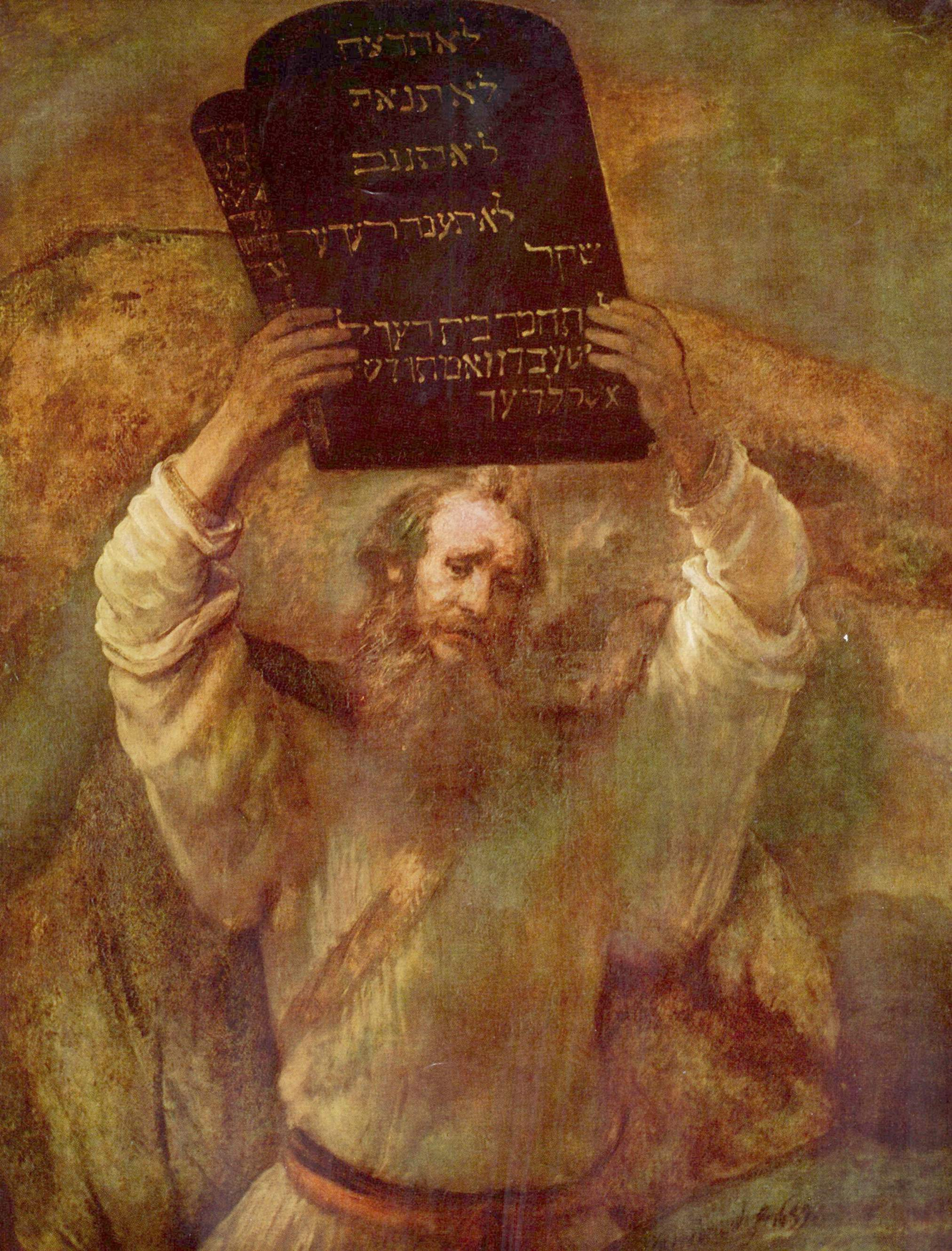
Mozes en de tafelen der wet van Rembrandt van Rijn (1659)

De berg Sinaï (Hebreeuws: הַר סִינַי, har sînaj) is volgens de Hebreeuwse Bijbel de berg waarop Mozes de tien geboden kreeg van God (Exodus 20:1). In Deuteronomium wordt gezegd dat deze gebeurtenissen plaatsvonden op de berg Horeb (Hebreeuws: חֹרֵב, Choreb). Volgens de rabbijnse literatuur zijn de Sinaï en Horeb synoniem; de meeste Bijbelwetenschappers delen die aanname. Over de huidige locatie is echter geen consensus.
Sinaï komt ook voor in de constructie מִדְבַּר סִינַי, midbar sînaj, "Sinaïwoestijn" (Exodus 19:1,2; Leviticus 7:38; Numeri 1:1,19; 3:4,14; 9:1,5; 10:12; 26:64; 33:15,16). In de vertelconstructie in de Pentateuch ligt de berg Sinaï in de woestijn Sinaï en is hun verhaalfunctie vrijwel gelijk (zie bijvoorbeeld Leviticus 7:37,38). Op enkele plaatsen wordt God de "heerser van de Sinaï" of "HEER van de Sinaï" genoemd (Rechters 5:5; Psalm 68:9,18).

## Etymologie
Volgens de documentaire hypothese werd de naam "Sinaï" alleen gebruikt door de Jahwist en Priestercodex, terwijl "Horeb" alleen werd gebruikt door de Elohist en Deuteronomist.
Volgens de rabbijnse traditie is de naam Sinaï afgeleid van שִׂנְאָה, sin-ah, "haat", in verwijzing naar de andere volken die de Joden haten omdat ze jaloers zijn op de Joden die het woord van God hebben ontvangen.
Van Horeb wordt gedacht dat het "gloeiend", "hitte" betekent, mogelijk een verwijzing naar de zon, terwijl door de meeste Bijbelonderzoekers wordt aangenomen dat de naam Sinaï afkomstig is van de Babylonische maangod Sin. De Sinaï en Horeb zouden dus de bergen van de maan en de zon zijn.
William F. Albright bestrijdt de etymologie via de maangod Sin, omdat er geen aanwijzingen zijn dat de naam ooit werd gebruikt door Kanaänitische of Semitische nomaden in Palestina. Hij acht een verband met de plaatsaanduiding Sin veel aannemelijker. Er zijn drie locaties met die naam die in aanmerking komen: de woestijnvlakte Sin (vergelijk Exodus 16:1), een Kanaänitische stad in Syrië en misschien een stad in de noordoostelijke delta van Egypte. Een andere optie die Albright noemt is een verband met het woord seneh (Aramees: sanya), waarmee de struiksoort werd aangeduid waarvan werd gezegd dat Mozes daarin zijn theofanie van JHWH kreeg.

## Waar lag de Sinaï?
Sinds de 3e eeuw werd in het christendom aangenomen dat een bepaalde berg op het (nu Egyptische) schiereiland de Sinaï uit de Hebreeuwse Bijbel was en deze berg werd daarom de Sinaïberg genoemd. Het schiereiland kreeg later ook de naam Sinaï.
Hedendaagse Bijbelwetenschappers zijn het niet eens over de huidige geografische locatie van de Bijbelse Sinaï en er zijn allerlei locaties die in aanmerking komen. Meestal wordt daarbij gedacht aan de regio midden op het schiereiland Sinaï. Daar is echter een hele groep bergen, het Sinaïgebergte, door de Arabieren, de Idrisiden en Abu al-Fida Jabal al-Ṭur genoemd. Tot minstens eind 18e eeuw werd de groep soms ook aangeduid als Tur Sinai. Flavius Josephus schreef dat de wet werd gegeven op "de hoogste berg van het land", wat zou duiden op de Katharinaberg. De bewoners van de streek hielden het op de piek die zij Jabal Musa, "berg van Mozes" noemden en noordelijk van de Katharinaberg ligt. Als er rekening mee zou moeten worden gehouden dat aan de voet van de berg genoeg ruimte moest zijn voor het hele volk van de Israëlieten, komt de Ras al-Ṣafṣafah, "piek van de wilgenboom" het meest in aanmerking.
Eind 19e eeuw ontstonden theorieën dat de Sinaïberg niet gezocht moest worden op het schiereiland, zoals die van Grätz en Saye. Ze wezen er bijvoorbeeld op dat Josephus de Sinaï localiseerde in het vrij algemene Arabia Petraea. Volgens Gall duidden Sinaï en Horeb twee verschillende pieken aan, waarbij de Horeb zich op het schiereiland bevond, maar Sinaï in Midjan, waar Mozes zich vestigde bij zijn schoonvader Jetro (Exodus 2). De identificatie van de twee bergen zou een post-exilische fout zijn (vergelijk Maleachi 3:22; Psalm 106:19).
Uit vergelijking van Numeri 33:8-10 met Deuteronomium 1:1 blijkt dat de Sinaï tussen de Golf van Akaba en Paran lag. Hieruit zou volgen dat de Sinaï/Horeb in het Seïrgebergte zou moeten liggen of in elk geval niet te ver ten westen ervan. Deuteronomium 33:2 en Rechters 5:4,5 ondersteunen dit. Daarom komen diverse bergen in dit gebergte in aanmerking voor deze identificatie, met name de berg Hor. Als de berg niet in het gebergte zelf zou liggen, komt het Gebergte van Noer, Jabal al-Nur, "berg van licht", aan het noordelijke eind van de Golf van Akaba in aanmerking.

## Afbeeldingen

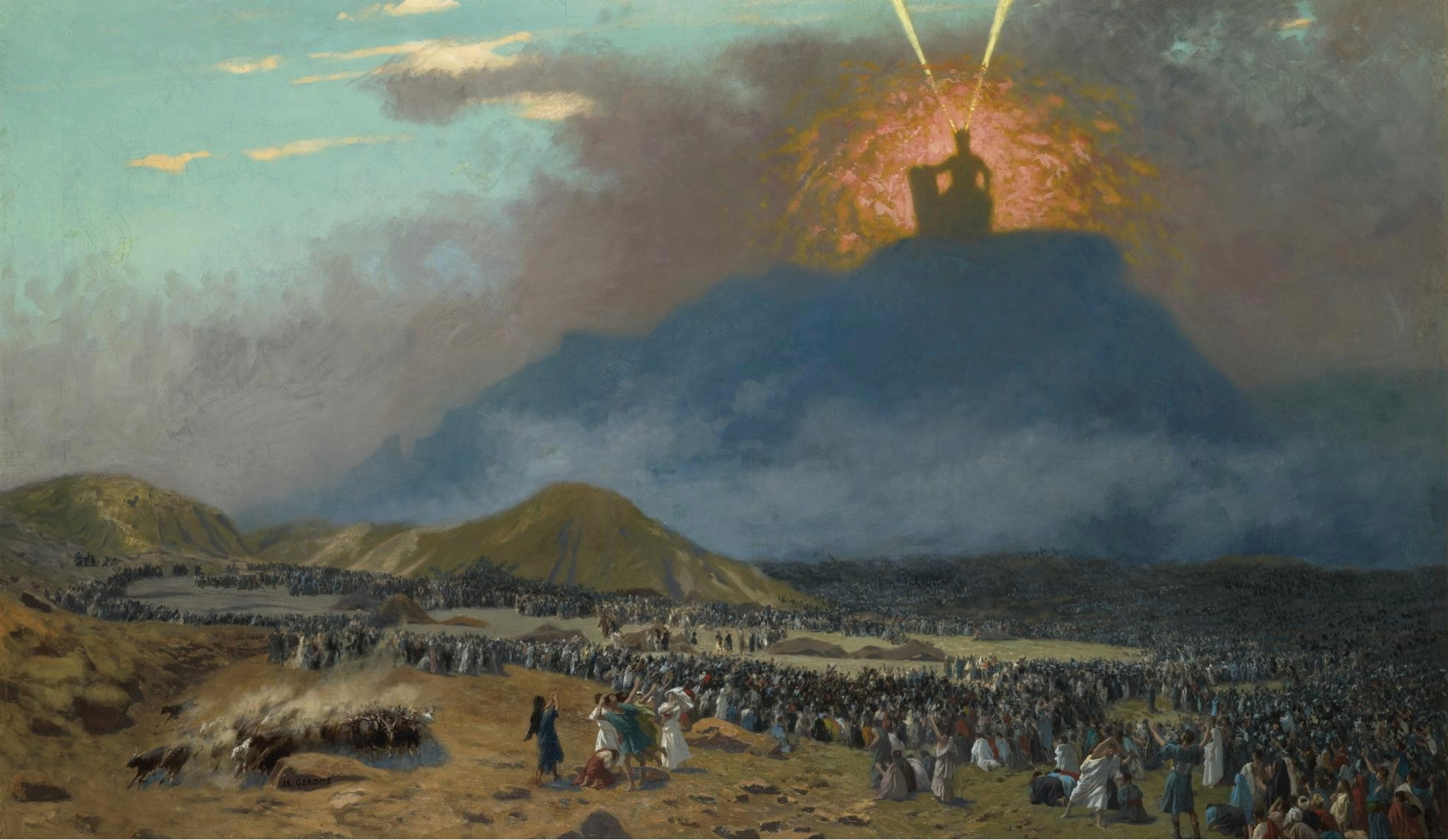
Moses op de Sinaïberg door Jean-Léon Gérôme (1895-1900)
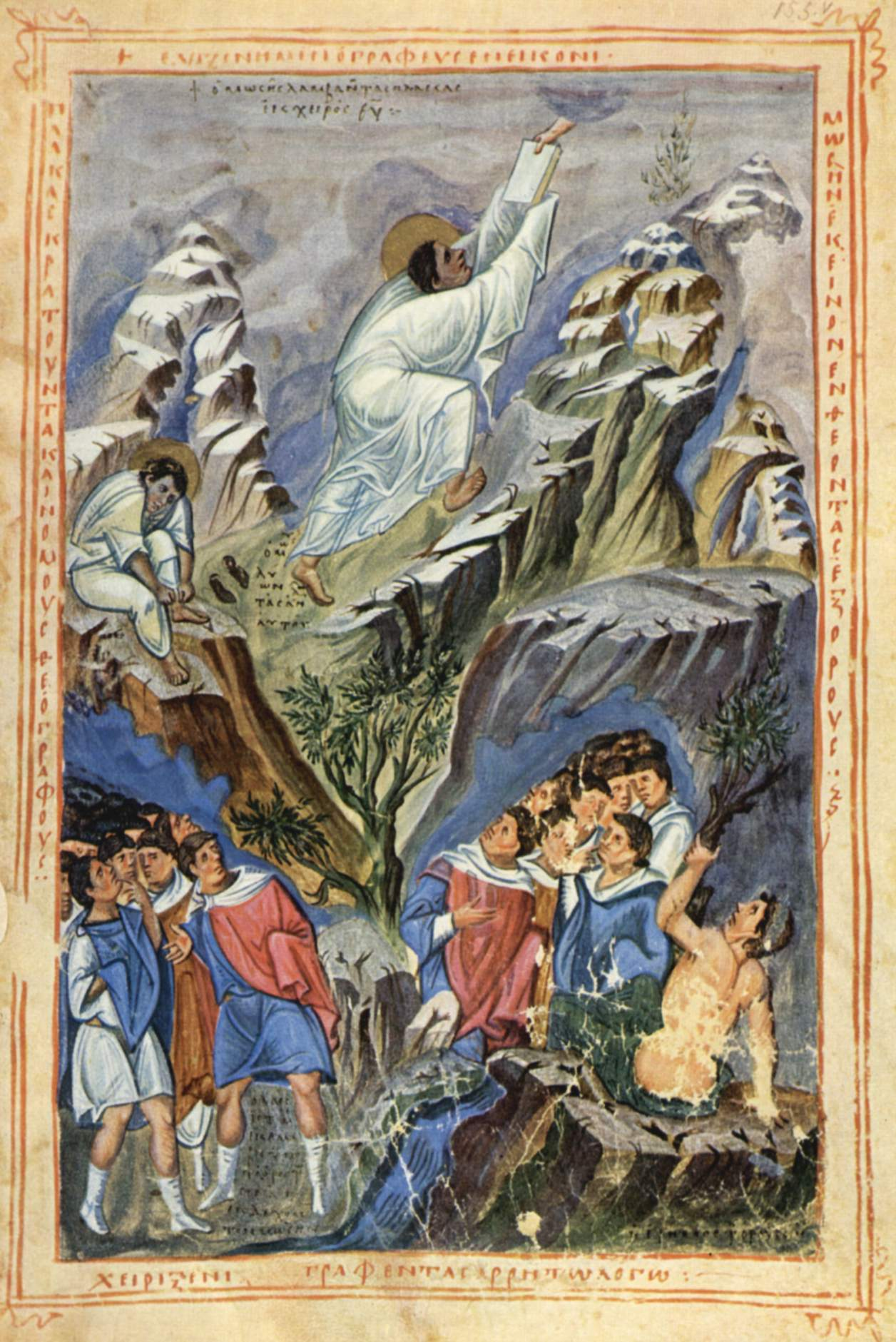
Mozes ontvangt de stenen tafelen op de berg Sinaï (perkament)